# Dichelonyx testaceipennis
Dichelonyx testaceipennis är en skalbaggsart som beskrevs av Henry Clinton Fall 1907. Dichelonyx testaceipennis ingår i släktet Dichelonyx och familjen Melolonthidae. Inga underarter finns listade i Catalogue of Life.